# Javier García Choque
Javier Ignacio García Choque (Colchane, 29 de agosto de 1975) es un político chileno que se desempeñó como alcalde de Colchane entre diciembre de 2016 y noviembre de 2024. Políticamente se identifica con el «liberalismo centrista».
Crítico con las políticas de fronteras abiertas, desde 2020, García Choque llamó la atención con la crisis de inmigrantes venezolanos en el norte de Chile, así como por sus críticas al gobierno de centroderecha de Sebastián Piñera (2018-2022) y el de Gabriel Boric (2022-2026).

## Primeros años y estudios
García Choque nació en Camiña, pero se crió en Colchane, un pueblo de 300 habitantes en la frontera de Chile con Bolivia. Su padre, Andrés García, era agricultor y presidente de la junta vecinal. De igual forma, su bisabuelo, Melchor García, vino del sur de Perú a buscar trabajo y se casó con una chilena.
Cuando asistía a la escuela primaria en Colchane, sus compañeros hablaban aymara, idioma que dominaría de adulto. Luego, García cursó sus estudios secundarios tanto en Iquique como en Arica en los siguientes establecimientos: el Instituto Comercial Baldomero Wolnitzky y el Liceo Politécnico de Arica. Según él, en esas ciudades sufrió discriminación por parte de sus compañeros de clase debido a su apariencia étnica.

Me decían indio, boliviano, negro.
Javier García Choque a Ex-Ante.
10 de octubre de 2021.

En 1994, García Choque se graduó de la escuela secundaria. Luego, ingresó a la Universidad Arturo Prat para estudiar la Licenciatura en Derecho, la cual continuó en la Universidad Bolivariana de Chile. Sin embargo, debido a la falta de acreditación de este último, convalidó sus materias en la Universidad Academia de Humanismo Cristiano (UAHC), y –finalmente– se recibió como abogado a principios de la década del 2000. Al respecto, diferentes medios lo han reconocido como un alumno destacado en la UAHC,  así como también pagó sus estudios con la ayuda de su familia y su propio trabajo como organizador de eventos para un estudio de arquitectos en Santiago la ciudad capital de Chile.

## Carrera política
En 2016 y 2021 fue elegido alcalde de Colchane, su ciudad natal. Inicialmente estuvo en el partido Renovación Nacional, luego Amplitud y en 2021 se postuló como independiente con la coalición del Partido Progresista, Ciudadanos y el Partido Demócrata Cristiano.
En 2017 el alcalde García respondió al presidente de Bolivia Evo Morales y aseguró que la detención de dos militares y siete funcionarios de aduana bolivianos fue en territorio chileno.
Tanto en el plebiscito nacional de Chile de 2020 como en el de 2022 la comuna de Colchane se inclinó por la opción "Rechazo" por amplia mayoría, teniendo el mayor porcentaje a nivel nacional en ambas elecciones. La comuna históricamente tiene una tendencia conservadora y los candidatos de derecha siempre han ganado en las elecciones presidenciales por amplia mayoría desde la creación de la comuna.
En las elecciones presidenciales de 2021, Javier García apoyó la opción de José Antonio Kast.
En mayo de 2024 se unió al partido Demócratas.
En septiembre de 2024 Javier García propuso modificar la Ley de Nacionalidad para desincentivar la inmigración irregular y que sólo se de por «derecho de sangre».
En las elecciones municipales de 2024, Javier García fue vencido por su predecesor, Teófilo Mamani, quien obtuvo un total de 746 votos (36,02%), mientras que García recibió 691, lo que marcó una diferencia de 55 votos (33,37%). Pocas horas después de conocer el resultado, el alcalde sufrió un accidente de tránsito en la Ruta 15-CH del cual sobrevivió. El 14 de ese mes renunció a su cargo como alcalde de Colchane para presentarse en elecciones futuras.

## Historial electoral
| Año  | Tipo                  | Territorio | Pacto                  | Partido                         | Votos | %     | Resultado |
| ---- | --------------------- | ---------- | ---------------------- | ------------------------------- | ----- | ----- | --------- |
| 2016 | Municipales a alcalde | Colchane   | Chile Vamos            | RN                              | 456   | 21.9  | Alcalde   |
| 2021 | Municipales a alcalde | Colchane   | Unidos por la Dignidad | Independiente                   | 1 120 | 64.29 | Alcalde   |
| 2024 | Municipales a alcalde | Colchane   |                        | Demócratas (Centro Democrático) | 691   | 33.37 | no electo |